# Temperaturkoefficient
Temperaturkoefficienten, som betecknas med den grekiska bokstaven alfa (α), är relativa resistansförändringen per grad temperaturändring, till exempel hos givare av platina eller nickel. Koefficienten visar med vilken andel resistansen ökar eller minskar om temperaturen ändras en grad. För att α ska kunna ges ett bestämt värde krävs att resistansändringen är linjär,  d.v.s. till exempel mellan noll grader och en grad är den lika stor som mellan tio grader och elva grader. Det är bland annat ledarens area, längd och materialets resistivitet som avgör ledarens resistans. Temperaturkoefficienten har enheten "per grad". Även olinjära kofficienter är förekommande, särskilt för halvledare.
Positiv temperaturkoefficient, (fk. PTC efter engelska Positive Temperature Coefficient) innebär att motståndet stiger med ökad temperatur.
Negativ temperaturkoefficient (fk. NTC efter engelska Negative Temperature Coefficient) innebär att motståndet istället sjunker med stigande temperatur.

## Användning

### Linjära kofficienter
Man börjar med att beräkna ledarnas resistans genom att använda formeln: 
{\displaystyle R_{l}={\frac {\rho L}{A}}}
där Rl = ledarens resistans i Ω (ohm), ρ = materialets resistivitet i Ωm (ohm·meter), L = ledarens längd i meter och A = ledarens area i m². 
För att beräkna temperaturens inverkan på resistansen kan man använda formeln:
{\displaystyle R_{2}=R_{1}+R_{1}\cdot \alpha (T_{2}-T_{1})}
R1 är resistansen vid temperaturen T1, α är temperaturkoefficienten och R2 är den sökta resistansen vid temperaturen T2.
| Material  | Temperaturkoefficient (α) vid 20 °C |
| --------- | ----------------------------------- |
| Silver    | 0,0038                              |
| Koppar    | 0,0039                              |
| Aluminium | 0,0043                              |
| Nickel    | 0,0067                              |
| Platina   | 0,0038                              |